# Bikkurei ha-Ittim

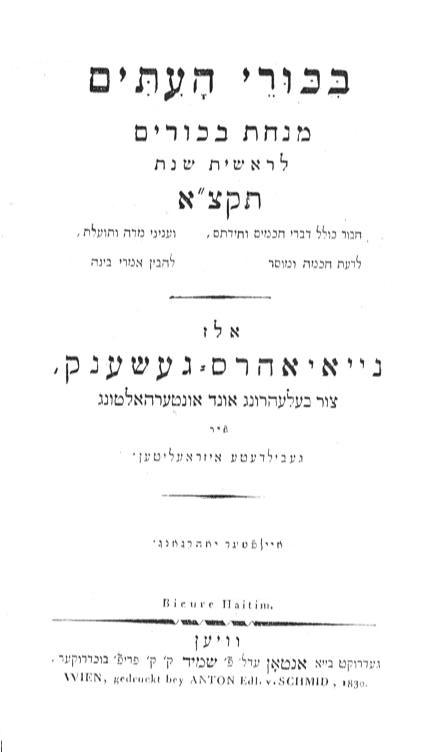
Bikkurei ha-Ittim

Bikkurei ha-Ittim, Bicure Haitim bzw. Bikure Haitim usw. (hebräisch ביכורי העתים, Erstlingsfrüchte der Zeiten), war eine in den Jahren 1820–1831 in Wien in der Druckerei von Anton von Schmid herausgegebene jährlich erscheinende Zeitschrift der jüdischen Aufklärungsbewegung während ihrer Tätigkeit in Österreich und Galizien.

## Geschichte
Die Zeitschrift war ein Vorläufer des modernen hebräischen Journalismus und gilt als einer der Faktoren für die Wiederbelebung des modernen Hebräisch.
Ihr Gründer war der Dichter Shalom HaCohen. Er versuchte in den Jahren 1809–1811, das Erscheinungsbild der Bildungsmonatszeitschrift Ha-Meassef zu erneuern, doch der Versuch hielt nicht lange an. Die Zeitschrift stellte einen Versuch dar, die jüdische Aufklärungsbewegung (die „Haskalah“) wiederzubeleben. Sie wurde zu einem sehr wichtigen Organ der galizischen Maskilim, druckte auch Artikel nach, die in der früheren Zeitschrift Ha-Meassef erschienen waren, und wurde zum literarischen Zufluchtsort der größten hebräischen Gelehrten der Zeit, darunter S. D. Luzzatto, S. L. Rapoport und I. S. Reggio.
Die Zeitschrift enthielt zahlreiche Artikel über Religion, Sprache, Literaturkritik und Wissenschaft sowie einen umfangreichen literarischen Inhalt. Die meisten Artikel sind in hebräischer Sprache verfasst, mit Ausnahme einiger weniger, die in Judendeutsch (hebräische Transkription des Deutschen) verfasst sind.
Der Charakter der Zeitschrift hat sich im Laufe der Jahre verändert. Die noch von Shalom HaCohen herausgegebenen Bände enthalten literarisches Material und Beilagen auf Hebräisch und aus dem Deutschen übersetzte Gedichte sowie einen umfangreichen deutschen Teil mit wissenschaftlichen Artikeln auf Deutsch (in hebräischen Buchstaben). Im Laufe der Zeit verringerte sich der Umfang des deutschen Teils des Jahrbuchs und der „Sammlerauswahl“, und in den letzten Bänden widmete sich die Zeitschrift hauptsächlich Artikeln auf Hebräisch zu Themen der israelischen Weisheit. Die Zeitschrift wurde für die bedeutenden Gelehrten Österreichs, Galiziens und Italiens zur Hauptplattform für die Veröffentlichung ihrer Aufsätze und Werke auf Hebräisch.
Die Autoren Richard Gottheil und Max Raisin merken an, dass  der Einfluss der Zeitschrift auf die europäischen Juden in der ersten Hälfte des 19. Jahrhunderts unschätzbar war. Die Zeitschrift wurde für die Israeliten jener Tage zu einer Art Hochschule für jüdische Bildung. Ihr Erfolg war weitgehend der Energie und unermüdlichen Arbeit ihres Herausgebers zu verdanken, der ein Mann von beträchtlicher literarischer Begabung und ein leidenschaftlicher Liebhaber der jüdischen Literatur war. Die ersten Nummern mit ihrer seltsamen Mischung aus hebräischen und deutschen Artikeln (letztere in hebräischen Schriftzeichen) und mit ihren vielen Nachdrucken von Artikeln aus dem „Meassef“ – der aufgehört hatte zu existieren – erwiesen sich als eher minderwertige literarische Kost.